# Alexandre Dacosta
Alexandre Franco Dacosta (Rio de Janeiro, 29 de janeiro de 1959) é um pintor, desenhista, ator, cantor, compositor, músico, arranjador e multi-instrumentista de música popular brasileira. Filho dos artistas plásticos Milton Dacosta (1915-1988) e Maria Leontina da Costa (1917-1984).

## Biografia
Desenhista, pintor, artista intermídia e performático. Filho dos artistas plásticos Milton Dacosta (1915 - 1988) e Maria Leontina da Costa (1917 - 1984), inicia-se no desenho e na pintura em 1975. Em 1981, estuda pintura com Cláudio Kuperman na Escola de Artes Visuais do Parque Lage - EAV/Parque Lage, e dois anos depois integra o Grupo 6 Mãos, ao lado de Ricardo Basbaum e Barrão, além de participar do projeto Arte na Rua, organizado pelo Museu de Arte Contemporânea da Universidade de São Paulo - MAC/USP. Integra o "Grupo 8 Pés", responsável por intervenções em vernissages. Também é músico, assistente de câmera, ator e diretor musical.

## Na televisão
| Ano  | Título                       | Personagem                | Nota                               |
| ---- | ---------------------------- | ------------------------- | ---------------------------------- |
| 2025 | Êta Mundo Melhor!            | Cirineu                   | Episódio: "24 de julho"            |
| 2023 | Terra e Paixão               | Padre Josias              | Episódio: "07 de julho"            |
| 2022 | Cara e Coragem               | Agenor                    |                                    |
| 2022 | Além da Ilusão               | Severino                  |                                    |
| 2019 | Jungle Pilot                 | Lacerda                   | Episódio: "Oroboro"                |
| 2019 | Órfãos da Terra              | Simão                     |                                    |
| 2019 | Shippados                    | barman                    |                                    |
| 2018 | Magnífica 70                 | Ernesto                   | Episódio: "Vamos Mudar o Brasil"   |
| 2018 | Deus Salve o Rei             | Professor de Rodolfo      |                                    |
| 2017 | Novo Mundo                   | Pelópidas de Barros       |                                    |
| 2017 | Sol Nascente                 | Fazendeiro                |                                    |
| 2016 | Haja Coração                 | Psiquiatra de Fedora      |                                    |
| 2016 | Êta Mundo Bom!               | Alcides do Amaral         |                                    |
| 2012 | As Brasileiras               | Sidney                    | Episódio: "A Venenosa de Sampa"    |
| 2010 | Ti Ti Ti                     | Pastor Elias              |                                    |
| 2010 | A Turma do Pererê            | Compadre Tonico Macedo    |                                    |
| 2009 | A Grande Família             | Feirante                  | Episódio: "A Marcha"               |
| 2009 | Toma Lá, Dá Cá               | Peçanha                   | Episódio: "Entre Quatro Paredes"   |
| 2009 | Poder Paralelo               | Delegado Antunes          |                                    |
| 2009 | Maysa: Quando Fala o Coração | locutor de rádio          |                                    |
| 2008 | Chamas da Vida               | empregado de Walter       |                                    |
| 2007 | Duas Caras                   | homem que repassa músicas |                                    |
| 2006 | Páginas da Vida              | Pessoa que ajuda Alex     | Episódio: "23 de setembro"         |
| 2006 | Avassaladoras: A Série       | Robério                   | Episódio: "Onde Se Ganha o Pão"    |
| 2005 | A Diarista                   | Padre Orelhudo            | Episódio: "Aquele das Piadas"      |
| 2005 | A Diarista                   | Jardineiro                | Episódio: "Aquele dos Outros"      |
| 2005 | Alma Gêmea                   | Heráclito                 |                                    |
| 2005 | América                      | Atravessador              |                                    |
| 2004 | Senhora do Destino           | Gervásio                  |                                    |
| 2004 | A Turma do Didi              | —                         |                                    |
| 2004 | A Grande Família             | Gaveta                    | Episódio: O Mal Amado              |
| 2004 | A Diarista                   | Sebastião                 | Episódio: "Stress Pouco é Bobagem" |
| 2002 | O Quinto dos Infernos        | Jogador de cartas         |                                    |
| 2001 | A Turma do Pererê            | Compadre Tonico Macedo    |                                    |
| 2000 | Aquarela do Brasil           | Juca do Batuque           |                                    |
| 1999 | Força de um Desejo           | Eliseu                    |                                    |
| 1999 | Andando nas Nuvens           | Eurico Fidelix            |                                    |
| 1996 | Explode Coração              | Segurança do hospital     |                                    |
| 1995 | Telecurso                    | Vários personagens        |                                    |

## Discografia
- Adjeos
- Todos por um
- Pirata ao vivo
- Cascata de sucessos